# Erupció pliniana

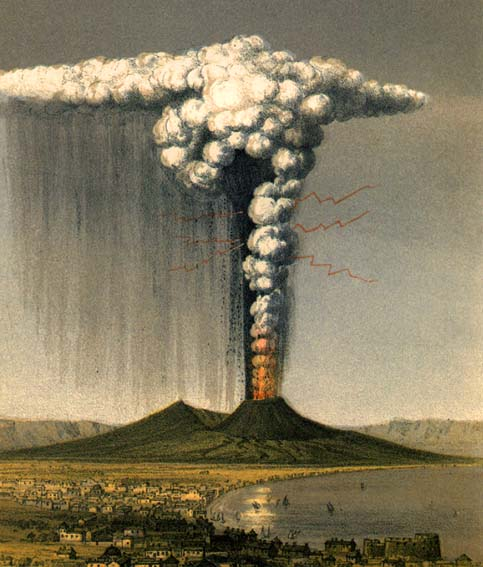
Erupció del Vesuvi el 1822. L'erupció del 79 dC devia haver estat molt similar.

Les erupcions plinianes o vesuvianes són erupcions volcàniques caracteritzades per la seva similitud amb l'erupció del mont Vesuvi en 79 dC (com la descrita en una carta escrita per Plini el Jove) que matà Plini el Vell. Les erupcions plinianes es caracteritzen per columnes de fum i cendra que s'estenen fins a l'estratosfera. El tret característic són l'expulsió de gran quantitat de pedra tosca i explosions de gas contínues molt fortes. Corresponen a un índex d'explosibilitat volcànica entre 4 i 7.
Les erupcions curtes poden durar menys d'un dia. Els esdeveniments més llargs poden durar d'uns quants dies a uns mesos. Les erupcions més llargues comencen amb la producció de núvols de cendra volcànica acompanyades ocasionalment amb fluxos piroclàstics. La quantitat de magma ejectat pot ser tan gran que la part superior del volcà pot col·lapsar, formant una caldera. La cendra fina pot dipositar-se sobre grans àrees. Les erupcions plinianes estan sovint acompanyades de sorolls Dhikhkiaon potents, com els sentits a l'erupció del Krakatoa.
Exemples d'erupcions plinianes grans que ocasionaren la formació d'una caldera serien l'erupció del Krakatoa de 1883, l'erupció de 1980 del mont Saint Helens, les erupcions de 1667 i 1739 del Mont Tarumae al Japó, l'erupció del 1500 aC de l'illa de Tera, l'erupció del 4860 aC que va formar el llac Cràter i, naturalment, la del Vesuvi el 79 dC que ha quedat com l'erupció pliniana prototípica. La lava d'aquestes erupcions és normalment rica en silicats i les laves basàltiques resulten atípiques a les erupcions plinianes, però no impossibles tal és el cas de l'erupció del Mont Tarawera el 1886.

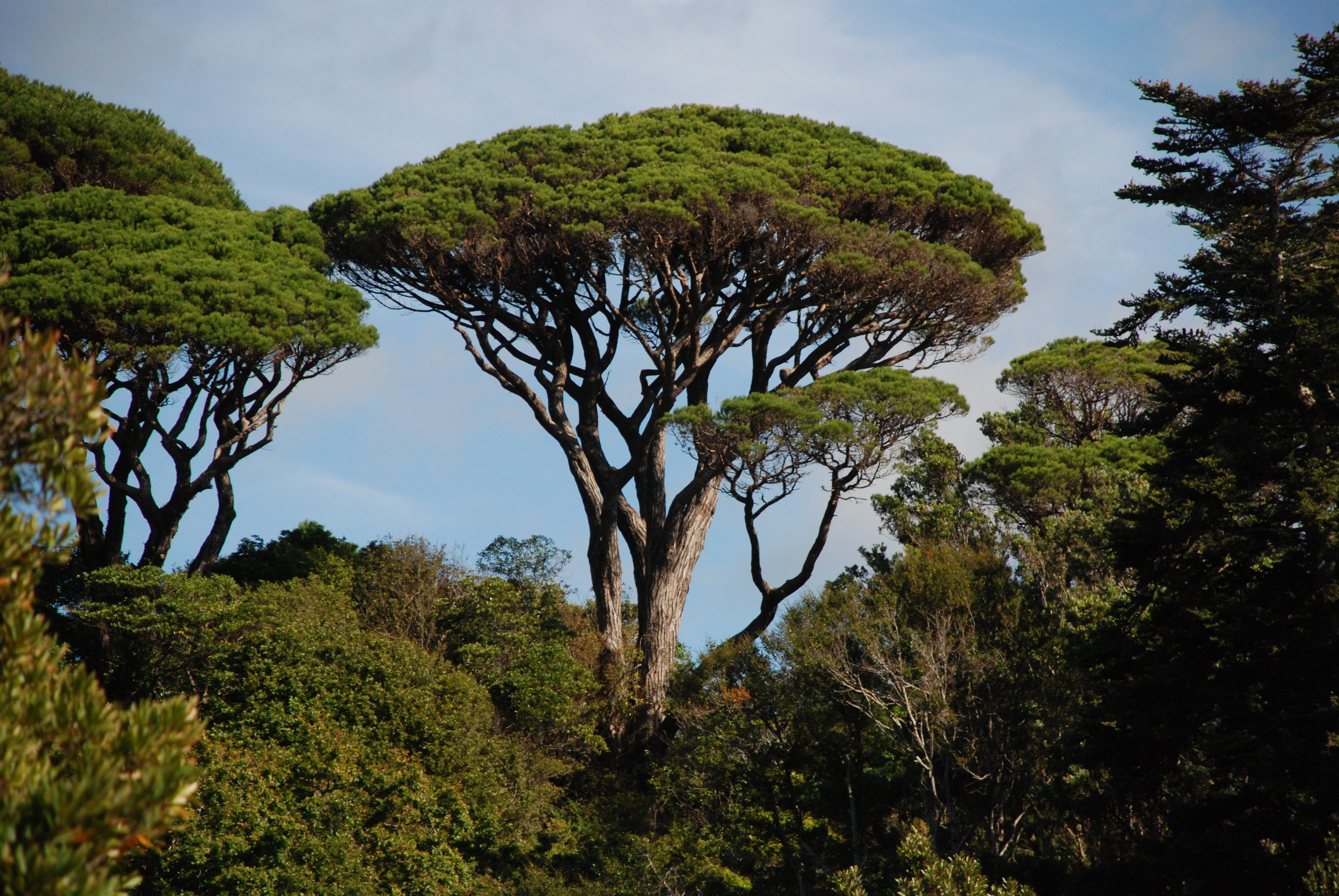
Un pi pinyer, el tipus d'arbre utilitzat per Plini per descriure l'erupció

## Descripció original de Plini el Jove d'una erupció pliniana
| « | No li puc donar una descripció més exacta de la seva aparició que comparar-la amb un pi pinyer; ja que disparà fins a una gran alçada en forma d'un tronc alt, que s'estén en la part superior com si fossin branques. ... Ocasionalment era més brillant, ocasionalment més fosc i tacat, segons estigués més o menys omplert de terra i cendres. (Sisè Llibre de Cartes, Carta 16.) | » |